# Thierry Rozier
Thierry Rozier (* 31. Juli 1964 in Fontainebleau) ist ein französischer Springreiter.
Er ist der Sohn des Olympiareiters Marcel Rozier und der Bruder von Philippe Rozier, der auch schon bei den Olympischen Sommerspielen geritten ist.
Er reitet für das Team Marionnaud, das sein Vater gründete und das von der Parfümeriekette Marionnaud Parfumeries organisiert wird.  Seit 2001 trainiert Rozier die Springreiterin Charlotte Casiraghi, Tochter von Prinzessin Caroline von Monaco.

## Positive Dopingprobe
Nachdem sein Pferd Dusty Star bei den Mittelmeerspielen 2005 positiv auf Dexamethason getestet wurde, wurde er im Juli 2005 für drei Monate gesperrt. Hiergegen legte er beim CAS Berufung ein. Dort wurde jedoch das Urteil der FEI bestätigt.

## Erfolge
- Silbermedaille, Team, Mittelmeerspiele 2005, Almería (aberkannt)